# متلازمة ألم المدور الكبير
متلازمة ألم المدور الكبير (بالإنجليزية: Greater trochanteric pain syndrome)‏ هي حالة التهاب في الجراب الزلالي للمدور الكبير لعظمة الفخذ.
يوجد هذا الجراب الزلالي في قمة عظمة الفخذ عند الجانب الخارجي منها، بين مغرز عضلتي الألوية الوسطى والألوية الصغرى في المدور الكبير لعظمة الفخذ وجسمها. يشترك جراب عظمة الفخذ مع خصائص غيره من جرابات العظام، وهي أنه يعمل على امتصاص الصدمات، وتسهيل حركة العضلات القريبة منه.
قد يلتهب هذا الجراب في بعض الأحيان، ويظهر سريريًا بصورة ألم. قد تكون تلك المتلازمة عرضًا لإصابة (ناتجة من الاستخدام الزائد أو حركة ثني)، لكنها قد تنشأ دون سبب معروف. تظهر أعراض المتلامة في صورة ألم في عظمة الفخذ عند المشي، وألم في الجزء العلوي من الفخذ، ما قد يؤدي إلى عدم القدرة على النوم بارتياح على الجانب المصاب.
يحدث ألم الفخذ الجانبي بسبب أي مرض يصيب أوتار العضلات الألوية، التي تسبب التهاب الجراب الزلالي ثانويًا. يظهر المرض بصورة شائعة لدى النساء عند منتصف العمر، ويرتبط بألم مزمن وموهن ولا يستجيب للعلاج المتحفظ. تشمل الأسباب الأخرى لالتهاب الجراب الزلالي طول الرجل غير المتساوي، ومتلازمة السبيل الحرقفي الظنبوبي، وضعف عضلات تبعيد الفخذ.
قد تظل متلازمة ألم المدور الكبير بلا تشخيص صحيح لأعوام؛ لأنها تتشارك الأعراض مع العديد من أمراض الجهاز العضلي الهيكلي الأخرى. قد يقال عن المرضى نتيجةً لذلك بأنهم يدعون المرض، أو قد يوصف لهم علاجٌ غير فعال نتيجة التشخيص الخاطئ. قد توجد هذه الحالة بالتوازي مع آلام أسفل الظهر والتهاب المفاصل والسمنة.

## الأعراض والعلامات
العرض الأساسي لحالة متلازمة ألم المدور الكبير لعظمة الفخذ هو الألم، خاصة في عظمة الفخذ، على الجزء الخارجي (الجانبي) من المفصل. ربما يظهر الألم عندما يمشي الشخص المصاب أو ينام على الجانب المصاب.

## التشخيص
قد يبدأ الطبيب عملية التشخيص بأن يطلب من المريض الوقوف على رجل واحدة ثم على الأخرى، بينما يلاحظ تأثير وضعية الوقوف على الفخذ. قد تظهر اختبارات تلمس الفخذ موضع الألم، وقد تساعد اختبارات مدى الحركة على تحديد مصدر الألم.
قد يُظهر التصوير بالأشعة مثل الأشعة السينية والتصوير بالموجات فوق الصوتية والتصوير بالرنين المغناطيسي وجود تمزق أو تورم في المنطقة المصابة. لكن في أغلب الحالات لا تظهر تلك الاختبارات التصويرية خللًا واضحًا في المرضى الموثق إصابتهم بمتلازمة ألم المدور الكبير.

## الوقاية
يعزى التحميل على عظمة الفخذ إلى تأثير التراكيب المحيطة به والداعمة له (وضعية الرجل والأقدام بالتحديد)، وبالتالي فارتداء الأحذية الملائمة ذات الدعم المناسب من أشد الإجراءات الوقائية أهميةً. بالنسبة لذوي القدم المسطحة، يُعتبر ارتداء ملحقات تقويمية واستبدالها عند اللزوم من الإجراءات المهمة للوقاية.
قوة الجذع والأرجل مهمة، لذلك يساعد التدريب الجسدي على الوقاية من متلازمة ألم المدور الكبير. وتجنب التمارين الرياضية المتلفة للفخذ يماثل أهمية التدريبات الجسدية الخاصة بالعلاج الطبيعي.

## العلاج
تُعالج متلازمة ألم المدور الكبير بالراحة كخط أول للعلاج. لا يعني ذلك الاستلقاء في السرير أو عدم تحريك المنطقة، ولكن تجنب الأفعال التي تؤدي إلى مضاعفة الألم. قد يساعد تبريد المفصل. قد تُستخدم مضادات الألم مثل مضادات الالتهاب اللاستيرويدية. العلاج الحاسم لهذه الحالة إذا لم تفد تلك الأدوية هو حقن المفصل بالستيرويدات.
قد يوصي الأطباء بالعلاج الطبيعي لتقوية عضلات الفخذ وبسط السبيل الحرقفي الظنبوبي، فيؤدي إلى تخفيف التوتر الناشئ في الفخذ وتقليل الاحتكاك. ربما يكون استخدام الموجات فوق الصوتية الموجهة مفيدًا، وما زالت التجارب السريرية مستمرة في هذا الشأن.
تُستخدم جلسات حقن الكورتيزون والأدوية المضادة للالتهاب، وقد يُزال الجراب الزلالي جراحيًا، إذا لم تخفف تمارين العلاج الطبيعي الألم في الحالات الشديدة. تُعرف تلك العملية باسم استئصال الجراب. يُصلح أي تمزق في العضلات، وتُزال المواد النافقة من التنكس المفصلي في الفخذ. تُفحص أوتار العضلات الألوية أثناء العملية الجراحية في الجراب الزلالي، وتظهر تنكسًا واضحًا وانفصالًا للأوتار، وقد يكون هذا التنكس طفيفًا في بعض الحالات. لا يكون استئصال الجراب مفيدًا لتحسين الأعراض في حالة عدم إصلاح هذا الفصل الوتري.
يُعتبر رد الفعل المحتمل على التخدير أهم مضاعفات العملية. قد تُجرى العملية في العيادة باستخدام جراحة التنظير المفصلي. وقد يستخدم المريض العكازات لأيام قليلة أو أسابيع بعد العملية.
لم توثق فعالية العملية في التجارب السريرية حتى الآن، لكن بعض التقارير تشير إلى فعاليتها في تخفيف آلام المدور الكبير.